# (724) Hapag
(724) Hapag ist ein Asteroid des Hauptgürtels, der am 21. Oktober 1911 von dem österreichischen Astronomen Johann Palisa in Wien entdeckt wurde.
Der Asteroid wurde nach der Hamburg-Amerikanischen Packetfahrt-Actien-Gesellschaft, kurz HAPAG, benannt. Palisa hatte dem Erbauer der Wiener Kuffner-Sternwarte, Moriz von Kuffner, hierzu ein Mitspracherecht eingeräumt.
Er war längere Zeit vermisst und wurde am 8. November 1988 wiedergefunden.